# Margaret Bailes
Margaret Bailes (Nova York, 23 de janeiro de 1951) é uma ex-atleta velocista e campeã olímpica norte-americana.
Nascida no bairro do Bronx, em Nova York, mudou-se com a família ainda criança para o Oregon, onde seu pai achava que seria um lugar melhor para criar os filhos. No começo de 1968, disputando os campeonatos da Amateur Athletics Union (AAU), igualou por duas vezes o recorde mundial dos 100 m rasos – 11s1. Nos Jogos Olímpicos da Cidade do México 1968, participou das finais dos 100 e dos 200 m sem medalhar e  foi campeã olímpica integrando o revezamento 4x100 m, junto com Wyomia Tyus, Mildrette Netter e Barbara Ferrell, quando o quarteto norte-americano estabeleceu um novo recorde mundial – 42s88. Após os Jogos, encerrou a carreira com apenas 17 anos de idade.